# Canciones de la guerra civil española
Las canciones de la Guerra Civil Española fueron parte fundamental de la propaganda política de la época, escritas con profusas referencias para llegar de manera fácil y clara a la comunidad. Mientras algunas fueron creadas para la guerra, también se adaptaron nuevas letras, poemas y texto a melodías tradicionales. Difundidas rápida y eficientemente por la transmisión oral, de una gran parte de ellas se desconoce su autoría aunque en su origen fueran escritas por poetas y compositores reconocidos.
Durante el conflicto, fueron cantadas por los simpatizantes y combatientes de ambos bandos, conocidos como "republicanos" partidarios del Frente Popular y la Segunda República Española, y los sublevados, milicias y ejército regular, comandados por el general Francisco Franco. Muchas de ellas aún se interpretan y permanecen en la memoria colectiva española, y su alcance internacional también es notable.
Estas canciones servían para levantar la moral en las trincheras y las barricadas urbanas, para difundir mensajes ideológicos, dar motivos y razones para la lucha, potenciar el sacrificio, etcétera. Asimismo, fueron entonadas por los integrantes de las Brigadas Internacionales y de las distintas tendencias ideológicas (anarquistas, socialistas, comunistas, liberales, entre los republicanos; fascistas, nacionalistas, católicos, y carlistas entre los sublevados), para identificarse mutuamente según la colectividad de origen o la afinidad política (externamente entre bandos e internamente entre facciones del mismo).
Fueron una de las variadas herramientas utilizadas con el mismo objetivo, aunque sin duda una de las tres más destacadas junto a la cartelería y el cine.

## Dificultades en la identificación
Las versiones han sufrido sucesivas modificaciones durante y después de la Guerra Civil.
En el primer caso por dificultades idiomáticas (miles de milicianos extranjeros no conocían el español ni otra lengua que la materna -polaco, inglés, francés, etc.) y cambios de acuerdo a las variantes coyunturas (a modo de ejemplo: "si me quieres escribir/ ya sabéis mi paradero/ en el frente de batalla/ primera línea de fuego", también entonado como "si me quieres escribir/ ya sabéis mi paradero/ Tercera Brigada Mixta/ primera línea de fuego"). En otra versión : /ya sabes mi paradero/"en el frente de Gandesa"/primera línea de fuego/
En el segundo, por una variedad de circunstancias, desde la búsqueda de superación de la censura franquista (en el caso de las canciones republicanas), pequeñas y sucesivas variaciones en la transmisión oral, arreglos para la edición de versiones discográficas, utilización en otros contextos sociopolíticos (como en las décadas de 1960 y 1970 en Latinoamérica, fundamentalmente en Chile y Argentina), entre otras.
Cabe aclarar que la mayoría de las canciones fueron en sí mismas, modificaciones o apropiaciones de antiguas obras, normalmente con identificaciones políticas e ideológicas para españoles y corrientes revolucionarias (como el Himno de Riego, La Internacional o La Marsellesa). A su vez, se suelen confundir canciones posteriores que remiten al período, con las propiamente contemporáneas, en especial las escritas por Chicho Sánchez Ferlosio y reversionadas por Joaquín Sabina, Quilapayún o Víctor Jara (entre varios artistas), como "Círculos viciosos", "Gallo rojo, gallo negro", "Por allí viene Durruti" y "La hierba de los caminos". Aquí podemos incorporar la versión musicalizada a posteriori del poema "Vientos del Pueblo" del Poemario Viento del pueblo, escrito por Miguel Hernández en 1937, junto además El pozo María Luisa, escrita tras la muerte de 17 mineros en 1949.

## Canciones del bando republicano

Bandera de la Segunda República Española

### Canciones republicanas
- ¡Ay, Carmela! (canción): canción popular del siglo XIX que ya cantaban los guerrilleros españoles en su lucha contra las tropas de Napoleón. Hubo varias versiones, pero se hicieron más populares las dedicadas al paso del Ebro y a la XV Brigada Internacional, también dio nombre a un popular filme del director español Carlos Saura. Esta canción fue traducida al inglés por los miembros de la brigada internacional provenientes de Reino Unido. Otras versiones de esta canción son: ``El paso del Ebro´´ (cantada en la batalla del Ebro) y ``¡Viva la Quince Brigada!´´ (canción dedicada a la XV Brigada Internacional, fue rescatada y grabada por Pete Seeger. Este también es el título actual de una canción compuesta en 1983, originalmente ¡Viva la quinta brigada! El artista irlandés Christy Moore homenajeó en esta letra a los combatientes irlandeses de las Brigadas Internacionales).
- ¡No pasarán!: Canción usada en la defensa de Madrid y usada mundialmente hoy en día como himno antifascista.
- Puente de los Franceses: También llamada ``copla de la defensa de Madrid´´ basa su melodía en la canción Los cuatro muleros.
- El pino verde: también como conocida como El tren blindado fue compuesta en 1936, sobre la base de una canción popular recopilada por Federico García Lorca, Los contrabandistas de Ronda. Tuvo muchas versiones, aunque la más popular es la que le cantó al tren. Relata las acciones de un tren blindado que acababa con tres de los generales sublevados contra el gobierno de la República: Francisco Franco, Emilio Mola y Gonzalo Queipo de Llano. Los trenes blindados fueron máquinas de guerra famosas durante la contienda, usadas por los republicanos. La canción menciona al tren que iba hacia Andalucía.[2] La melodía de esta canción fue la que se usó para hacer la canción ``El Quinto Regimiento´´ también llamada ``Anda Jaleo Jaleo´´ o ``El Vito del Quinto Regimiento´´, esta canción adapta el tema popular El vito.
- Himno de Riego: compuesto en 1820 con letra de Evaristo San Miguel, fue proclamado himno y marcha oficial de la Segunda República Española. Tuvo varias adaptaciones y variaciones, como la conocida anticlerical: "Si los curas y frailes supieran / la paliza que van a llevar / subirían al coro cantando / libertad, libertad, libertad".
- La plaza de Tetuán: tiene su origen en la guerra hispano-marroquí de 1859-1860.
- Si me quieres escribir, también conocida como Ya sabes mi paradero o El frente de Gandesa.
- Frente al Cabo de Palos: también conocida como Cabo de Palos o ¿Qué será? trata sobre la victoria republicana en la Batalla del Cabo de Palos, la mayor batalla naval de la guerra. En la canción se opone el carácter español de la marina republicana al extranjero de la rebelde "Tanto alemán que tienen, tanto italiano, y a un español le basta con una mano". La melodía es tomada de una canción popular infantil, Arrión tira del cordón.
- Los campesinos
- En el barranco del Lobo
- Alas rojas: himno de la FARE.
- Canción del Frente Unido: también llamada Einheitsfrontlied.
- El Tururururu: Esta canción es también llamada ``La culpa la tienes tú´´ o ``La culpa la tiene tu madre´´
- Dime donde vas morena: Esta canción es una versión de la canción ``La Fuente de Cacho´´
- Canción de los soldados
- El gallo rojo: Esta canción habla sobre dos gallos, el gallo rojo y el gallo negro, y sobre su pelea. Esta canción es una metáfora a la guerra civil.
- La Paloma: Esta canción habla sobre como un trabajador le cuenta a ``Paloma´´ (no se sabe si es al animal o a una mujer llamada así) sobre como le están sobreexplotando.

Bandera de las CNT-FAI, la principal organización anarquista de la guerra civil

- Nubes y Esperanza

### Canciones anarquistas
- A las barricadas: himno anarquista, versión de Valeriano Orobón Fernández sobre la base de Varshavyanka 1905 (en castellano La varsoviana), canción compuesta en la cárcel por el poeta polaco Waclaw Swiecicki. Fue muy popular entre los afiliados de CNT y FAI convirtiéndose en su himno.
- En la plaza de mi pueblo: adaptación de la melodía de El Café de Chinitas.
- Hijos del pueblo: esta canción cuenta con una versión llamada Salud proletarios
- Viva la FAI
- A la huelga
- Arroja la bomba: esta canción también es llamada ``Luchemos obreros´´.
- Hacia la revolución: esta canción habla sobre como los obreros tienen que luchar para lograr la revolución social.
- A Las Mujeres: esta canción trata sobre el empoderamiento de las mujeres y de que estas también tienen que ayudar en la guerra civil
- Pot Pourri: Esta canción tiene 5 estrofas, en la primera, la letra y la melodía son originales, en la segunda, solo la letra es original y en el resto de estrofas (y en la melodía de la 2) la canción es ``Si me quieres escribir, ya sabes mi paradero´´, esto tiene sentido porque la canción significa popurrí, que significa serie de canciones o trozos de canciones unidas en una sola interpretación larga.
- Viva la Anarquía: esta canción es una versión anarquista del himno de argentina.

Emblema del Quinto Regimiento

- Juventud
- Amarrado a la cadena

### Canciones socialistas y comunistas
- La Internacional: compuesta en Francia en 1871 con música de Pedro Degeyter y letra del poeta Eugenio Pottier. Versionada en múltiples idiomas, es el himno de la Internacional Socialista, en la guerra civil se usaron las versiones en español, en catalán y en euskera, así como otras traducciones provenientes de las brigadas internacionales, también se usó la versión anarquista que la letra es totalmente distinta .

Emblema de los brigadistas.

- Compañías de acero
- La joven guardia

### Canciones de las Brigadas Internacionales
- Bandiera rossa (Bandera roja) es una canción popular utilizada como himno por los socialistas y comunistas italianos, y también por otros movimientos de izquierda. Es la canción de lucha de aquel país más conocida internacionalmente junto a Bella ciao. La más difundida entre las varias versiones conocidas es la titulada Avanti popolo, de la cual se cuenta con grabaciones históricas. Es la versión entonada por el Partido Comunista Italiano.
- Jarama Song (Canción del Jarama o El valle de Jarama) es un himno basado en una melodía del folclore anglocanadiense, Red River Valley. Ensalza la acción del batallón Lincoln de voluntarios norteamericanos en la batalla del Jarama.
- Jamie Foyers fue compuesta por Ewan MacColl en el período 1937-39.
- Freiheit también conocida como Spaniens Himmel o Die Thälmann-Kolonne, es una canción escrita en 1936 por el matrimonio alemán Gudrun Kabisch y Paul Dessau.
- Himno de la Brigada Garibaldi
- Marcha de las Brigadas Internacionales
- The Mackenzie-Papineau brigade
- No pasarán: esta canción fue usada por la brigada internacional proveniente del reino de Yugoslavia, aunque esta canción tiene el mismo nombre que otra canción republicana, la melodía y la letra es totalmente diferente.

Bandera independentista catalana usada en la guerra civil.

### Canciones independentistas
- Els Segadors: histórica canción popular catalana, originalmente cantaba a los hechos protagonizados por campesinos sublevados contra el rey Felipe IV. Fue declarada himno nacional de Cataluña, uno de sus símbolos nacionales junto a las fiestas y la bandera, en 1993.
- Eusko gudariak: durante la guerra y en el período de dictadura posterior adquirió estatus de himno del País Vasco, aunque el Gobierno vasco de 1936 había designado otra melodía con ese fin. Hoy la izquierda abertzale la sigue entonando como himno vasco.

Bandera de Euskal Herria.

## Canciones del bando nacional

### Canciones falangistas
- Cara al sol himno oficial de Falange Española de las JONS con letra de Agustín de Foxa inspirada en el himno del fascismo italiano giovinezza.
- Canción del Flecha canción propia del Frente de Juventudes
- Falangista soy (Canción del falangista): de autoría de Fernando Moraleda Bellver, fue muy conocida hasta los años siguientes a la guerra. Es la canción falangista más característica del periodo 1936-1939.
- Himno del bandera gallega de la Falange
- Isabel y Fernando canción propia del Frente de Juventudes
- La centuria Ruiz de Alda es canción propia del Frente de Juventudes, versión española de la canción de las Hitlerjugend Unsere Fahne flattert uns voran.
- Marchando
- Himno del trabajo
- Camarada
- Prietas las filas

### Canciones militares
- El novio de la muerte

### Canciones carlistas
- Marcha de Oriamendi: es el himno de la tendencia política tradicionalista y antiliberal conocida como carlismo que integró el movimiento sublevado y luego fue perseguido por el franquismo.
- ¡Alto! ¿Quién vive?
- Cálzame las alpargatas: es una canción que apareció ya en la tercera guerra carlista como muchas otras que cantaban los carlistas.
- Por el río Nervión
- Eta tira eta tunba

## Documentos

### Discos
- Behind the Barbed Wire, Bart van der Schelling & the Exiles Chorus. League of American Writers, 1938.
- Six Songs for Democracy, Ernst Busch, Keynote Records, 1940.
- Songs of the Lincoln Battalion Baldwin 'Butch' Hawes, Bess Lomax Hawes, Pete Seeger, Tom Glazer. Asch. 1944
- Songs of the Spanish Civil War Volume 1, Folkways Records.1961 (reedición de los dos anteriores)
- Canciones de la guerra civil española, interpretadas por Rolando Alarcón. 1967.[3]
- 1936 un pueblo en Armas - Sin Dios (Guerra a la guerra, 1997)
- Canciones de la Guerra Civil y Resistencia Española. Óscar Chávez. Suramusic. 1999
- VA - Spain in My Heart. Songs of the Spanish Civil War. Sello: Appleseed Records. 2003. ASIN B0000C0FBP
- Cara al Sol. Canciones de la Guerra Civil Falangistas, Nacionales y Carlistas. Estudios Talkback. 2011.
- Canciones Falangistas. Música y Discursos de la Falange Española de las J.O.N.S. José Antonio Primo de Rivera. Estudios Talkback. 2011
- Contra los fantasmas. Canciones e himnos de revoluciones que no fueron. El violinista del amor y los pibes que miraban. Scatter Records/Nonsense+Negativo Records. 2013.
- Songs of the Spanish Civil War volumes. 1 & 2.[4] Varios artistas. Smithsonian Folkways Recordings[5] 2014.

### Libros
- de la Ossa, Marco Antonio, La música en la guerra civil española. Univ de Castilla-La Mancha, 2011. ISBN 978-84-9044-071-1.
- Klein, Fernando, Canciones Para La Memoria: La Guerra Civil Española. Ed. Bellaterra. 2008 ISBN 8472904067. ISBN 978-84-7290-406-4. Una antología de letras de las canciones más famosas de los dos bandos.[6]
- Palácio, Carlos, Colección de canciones de lucha, Recopilatorio de canciones e himnos de los primeros meses de la guerra civil. Imprenta Tipografía Moderna. Valencia, 1939.

### Artículos académicos
- Labajo, Joaquina, La práctica de una memoria sostenible: el repertorio de las canciones internacionales de la Guerra Civil Española. En RBOR Ciencia, Pensamiento y Cultura, Vol. 187-751 septiembre-octubre (2011). ISSN 0210-1963. doi: 10.3989/arbor.2011.751n5003. Pp.: 847-856.
- López Gómez, Lidia. Usos propagandísticos de las canciones populares bélicas en el cine de la guerra civil española. 17.º Congreso Bienal de IASPM.

### Filmes relacionados con estas canciones
La filmografía sobre la guerra civil española y de la época resulta profusa y en todas ellas pueden escucharse muchas de las canciones aquí reseñadas. Merece destacarse entre las más difundidas Canciones para después de una guerra del director Basilio Martín Patino, de 1971. Este documental consiste en un montaje de imágenes de archivo, sobre las que se superponen canciones populares de la posguerra, generando un nuevo discurso sobre la situación de España en la posguerra. Es señalado como un gran ejemplo de generación de discurso a través de la conjunción de música e imagen. El filme sufrió la censura y no fue estrenado hasta 1976, año de la muerte de Franco, una vez reinstaurada la democracia. Entre las canciones que se seleccionaron se escucha entre las primeras Cara al sol, Canción del legionario y ¡Ya hemos pasao! cuplé en el que Celia Gámez se burla del lema ¡No pasarán! que los republicanos utilizaron en Madrid, que debía ser la "tumba del fascismo". 
En 2019, RTVE y Producciones Argonauta realizaron el documental Cantata de la guerra civil española. La película cuenta, a través de las canciones y músicas más populares de la época, así como de imágenes de archivo, la vida cotidiana y el enfrentamiento que hubo entre españoles durante los años 1936 a 1939. Planificada como un “film de montaje” Cantata de la guerra civil española, con una duración de 57 minutos, pertenece a un género documental que goza de gran prestigio tanto en su calidad como por su rigor y su aceptación popular. Cantata de la guerra civil española constituye una aportación histórica dentro de su género, que integra y reconstruye en su totalidad la memoria sentimental e intelectual de ese tiempo a través de sus canciones y músicas más representativas y populares. Tiene vocación y voluntad integradora, unificadora, y no distingue, como las músicas y las letras que se oían, ya que el héroe y la víctima de esta tragedia fue todo el pueblo español. Con proyecto original de Gregorio Roldán, está dirigida por Alfonso Domingo y el guion es de Miguel López, con locución del actor Javier Gutiérrez.